# Bauschlotter Schlosspark
Der Bauschlotter Schlosspark ist ein vom Regierungspräsidium Karlsruhe am 21. Dezember 1979 durch Verordnung ausgewiesenes Naturschutzgebiet auf dem Gebiet der Gemeinde Neulingen im Enzkreis in Baden-Württemberg.

## Lage
Das Schutzgebiet liegt am nordwestlichen Ortsrand der Ortschaft Bauschlott nördlich der Landesstraße 611 hinter dem Schloss Bauschlott. Es liegt im Naturraum Kraichgau innerhalb der naturräumlichen Haupteinheit Neckar- und Tauber-Gäuplatten.

## Schutzzweck
Wesentlicher Schutzzweck ist laut Schutzgebietsverordnung „aus kulturellen sowie ökologischen Gründen […] die Erhaltung der historischen Parkanlage in ihrem Bestand, ihrer Eigenart, Vielfalt und Schönheit.“
„Die Schutzwürdigkeit ist insbesondere gegeben aufgrund:
- der Bedeutung des Gartens als historische Anlage in ihrer gesamten Ausdehnung. Der Garten stellt infolge seines künstlerischen Wertes, seiner stilistischen Reinheit und seines Erhaltungszustandes für seine Zeit einen Ausnahmefall dar;

- der Bedeutung des Gartens als Wuchsort seltener Pflanzen, insbesondere zahlreicher schutzwürdiger Baumarten;

- der Bedeutung des Gebietes mit seiner naturnahen Ausstattung als Lebensraum artenreicher Tiergesellschaften.

Verbindlich für die Erhaltung der Bauschlotter Parkanlage als Kulturformation ist die Planung und der Aufbau im klassizistischen Stil Anfang bis Mitte des 19. Jahrhunderts in der Tradition der Landschaftsarchitekten Skell und Rawson.“